# Protohelius nilgiricus
Protohelius nilgiricus är en tvåvingeart som beskrevs av Alexander 1960. Protohelius nilgiricus ingår i släktet Protohelius och familjen småharkrankar. Inga underarter finns listade i Catalogue of Life.